# Massacro del bar Panda
Il massacro del bar Panda fu un attacco terroristico verificatosi il 15 dicembre 1998 nei confronti dei civili serbi, nella città di Peć (Kosovo nord-occidentale), durante la guerra del Kosovo.

## L'attacco
Il 14 dicembre, fuori dal bar caffetteria Panda, situato nell'area territoriale meridionale dei quartieri a maggioranza albanese Kapešnica e Zatra, degli uomini armati a volto coperto iniziarono a fare fuoco sui presenti, lasciando a terra 6 adolescenti di etnia serba.
Nonostante rimanga ancora oggi sconosciuta l'identità dei terroristi, si ritiene che l'attacco sia da configurarsi come una vendetta trasversale per l'uccisione dei guerriglieri avvenuta nei giorni antecedenti da parte dei ribelli albanesi.
Ciononostante, il 17 gennaio 2014, il giornale serbo Kurir scrisse a proposito di una fonte vicina al governo serbo che dichiarò che c'erano prove concrete per cui questo crimine fu ordinato da Radomir Marković ed eseguito da Milorad Ulemek (Legija), con lo scopo di far credere che l'esecuzione fu pianificata ed eseguita dall'UÇK. Lo stesso Aleksandar Vučić dichiarò che non ci sono prove per accusare i kosovari albanesi per questo crimine.

## Conseguenze
L'attacco portò a un immediato giro di vite per incrementare la sicurezza della popolazione nella città, soprattutto nell'area colpita . La macroarea di cui faceva parte il bar Panda fu evacuata e fatta perquisire dalle forze di polizia abitazione per abitazione alla ricerca di armi o qualunque altra cosa potesse servire a prevenire ulteriori azioni di guerriglia.
Nel corso della maxioperazione furono uccisi dalla polizia serba due kosovari albanesi.